# Командный чемпионат СССР по современному пятиборью 1985
Командный чемпионат СССР по современному пятиборью среди мужчин проводился в столице Армении городе Ереван с 26 по 30 сентября 1985 года. На чемпионате награды разыгрывались в командном и личном зачёте. В командном турнире участвовали сборные союзных республик, городов Москвы и Ленинграда.

## Личное первенство
| Дисциплина        | Золото                 | Серебро                                   | Бронза                               |
| Личное первенство | Михаил Мягков · Москва | Герман Юферов · Санкт-Петербург-Ленинград | Евгений Зинковский · Башкирская АССР |

- Итоговые результаты.

| Место | Спортсмен          | Республика, город, спортивное общество      | Сумма очков |
| ----- | ------------------ | ------------------------------------------- | ----------- |
| 1.    | Михаил Мягков      | Москва, «Динамо»                            | 5444        |
| 2.    | Герман Юферов      | Санкт-Петербург-Ленинград, Вооруженные Силы | 5393        |
| 3.    | Евгений Зинковский | Башкирская АССР, Уфа, Динамо                | 5371        |

## Командное первенство
- Итоговые результаты.

| Место | Республика, город | Команда                                                                                               | Сумма очков |
| ----- | ----------------- | --- | ----------- |
| 1.    | Молдавская ССР    | 1. А. Старжевский Кишинев, Динамо 2. В. Рокин Кишинев, Динамо 3. О. Наседкин Кишинев, Динамо          | 15 876      |
| 2.    | Москва            | 1. М. Мяков Динамо 2. Н. Королев Вооруженные Силы 3. Сергей Куликов Вооруженные Силы                  | 15 766      |
| 3.    | Армянская ССР     | 1. М. Новиков Ереван, Динамо 2. А. Тевонян Ереван, Буревестник 3. Т. Шагинян Ереван, Вооруженные Силы | 15 526      |